# 通津桥 (上饶市)
通津桥位于江西省上饶市婺源县（旧属安徽省徽州府）浙源乡虹关村的水口，始建于南宋中叶。清同治年间由詹元吉捐资重建。长16米，宽4米。两侧题字分别是“通津”、“挹秀”。
通津桥作为婺源徽饶驿道浙岭段的子项目，已列为江西省文物保护单位。。